# Дон Сигел
Дон Сигел (Чикаго, 26. октобар 1912 — Нипомо, 20. април 1991) био је амерички филмски режисер и продуцент, напознатији по низу популарних акционих филмова, трилера и вестерна, као и успешној и дугогодишњој сарадњи са глумцем Клинт Иствудом.

## Филмографија
- Казабланка (1942) - монтажер
- Star in the Night (1945)
- Hitler Lives (1945)
- The Verdict (1946)
- Night Unto Night (1947)
- The Big Steal (1949)
- The Duel at Silver Creek (1952)
- Count the Hours (1953)
- China Venture (1953)
- Riot in Cell Block 11 (1954)
- Private Hell 36 (1954)
- The Blue and Gold (1955)
- Инвазија трећих бића (1956)
- Crime in the Streets (1956)
- Baby Face Nelson (1957)
- Spanish Affair (1957)
- The Gun Runners (1958)
- The Lineup (1958)
- Hound-Dog Man (1959)
- Edge of Eternity (1959)
- Пламтећа звезда (1960)
- Hell Is for Heroes (1962)
- Убице (1964)
- The Hanged Man (1964)
- Stranger on the Run (1967)
- Шериф у Њујорку (1968)
- Детектив Мадиган (1968)
- Death of a Gunfighter (1969)
- Две мазге за сестру Сару (1970)
- Опчињен (1971)
- Прљави Хари (1971)
- Чарли Варик (1973)
- Црна ветрењача (1974)
- Последњи хитац (1976)
- Телефон (1977)
- Бекство из Алкатраза (1979)
- Дијамантски рез (1980)
- Jinxed! (1982)

## Спољашне везе
- Дон Сигел на веб-сајту  (језик: енглески)